# Cantó de Genciòus e Pijairòu
El cantó de Genciòus e Pijairòu és un cantó francès del departament de Cruesa, situat al districte de Lo Buçon. Té 7 municipis i el cap és Genciòus e Pijairòu.

## Municipis
- Faus
- Feniers
- Genciòus e Pijairòu
- Juòus
- La Noalha
- La Viala-Diau
- Sent Marc a Lobaud

## Història
| Data d'elecció                           | Identitat      | Partit        | Qualitat |
| ---------------------------------------- | -------------- | ------------- | -------- |
| 1967-1973                                | M. Saissat     | PS            |          |
| 1973-1994                                | Pierre Laurent | PS            |          |
| 1994-2005                                | Pierre Gourdy  | Divers droite |          |
| 2005-                                    | Jean-Luc Léger | PS            |          |
| les dades anteriors no són pas conegudes |                |               |          |
|                                          |                |               |          |

## Demografia
| 1962  | 1968  | 1975  | 1982  | 1990  | 1999  | 2006  |
| ----- | ----- | ----- | ----- | ----- | ----- | ----- |
| 1.811 | 2.207 | 1.782 | 1.578 | 1.485 | 1.487 | 1.424 |